# 斎門富士男
斎門 富士男（さいもん ふじお、1960年 - ）は日本の写真家。

## 略歴
大阪写真専門学院卒業。卒業後は断続的にアメリカ、ヨーロッパ諸国、インド、ネパール、中国などを旅する。旅の中で写真を学び、独自の表現を探した。1993年から1997年の間、中国の農村を旅し続けたことで中国人を被写体とするポートレイト写真に出会う。1998年には初めてニューヨークを訪れた。アメリカ、インド、ネパールをかわきりに、東欧、西欧、イスラエル、モスクワなどの旅をとおして、それぞれの土地に住む人々とたちのぼる地場の空気に魅了され、ポートレート写真を撮りはじめる。中国奥地まで深く入り込み人々と正面から向き合った写真集『Chinese Live』(パルコ出版、1996年)で、旅の足跡を渾身のエネルギーをこめてまとめあげ、1996年にデビュー。
作品は「CHINESE LIVE」（パルコ出版）「STAR KIDS」「上海人」（光琳社、1997年10月）と出版され、「STAR KIDS」はパルコギャラリーで1カ月間の写真展を開催。最近ではインドネシアのバリ島に在住しながら、島の人々や風景、犬たちなどを撮影。海辺や農村で鎖につながれず、自由に暮らしている犬たちは「犬たちの海」(2005年12月)として講談社から出版されている。
また、カラープリントの分野では草分け的な存在であり、その独自の色調を持つオリジナルプリントは評価が高く、個展などで販売されている。
1998年出版「トーキョー・カーニバル」(新潮社）などの活動により、2001年、講談社文化賞写真賞を受賞。写真展は渋谷パルコギャラリー、横浜ランドマーク、エプサイトギャラリーなど15回を数え、写真集は約20冊が出版されている。2001年、講談社出版文化賞写真賞受賞。写真集に「OASIS」など。
様々な場所でそれぞれの時代をリアルに生きる人間の肖像を多面的な視野で撮り続け、今に至る。その他『OASYS』(平凡社)、『ぽちのゆめ』(ぶんか社)、『STAR KIDS』(光琳社)など。
2000年10月、J-WAVEで放送されているラジオ番組「WORLD AIR CURRENT」に出演。
2004年7月、東京造形大学内付属横山記念マンズー美術館で開催されたグループ展「めからとく」に参加。斎門のほかに赤松ネロ、ウエヤマトモコ、小瀬村真美が出品した。